# 毛脉蝇
毛脉蝇（学名：Achanthiptera rohrelliformis），一种分布于欧洲、中亚及中国北方等地区的昆虫，是蝇科毛脉蝇属唯一的一种。

## 生物学
毛脉蝇幼虫栖居于胡蜂巢内，取食巢内腐败物质，也可能捕食胡蜂幼虫或巢内其他体软幼虫。成虫取食蜜露。